# Steffen Bogs
Steffen Bogs   (Rostock, 8 d'octubre de 1965) és un remer alemany, ja retirat, que va competir sota bandera de la República Democràtica Alemanya durant la dècada de 1980.
El 1988 va prendre part en els Jocs Olímpics d'Estiu de Seül, on va guanyar la medalla de bronze en la competició del quàdruple scull del programa de rem. Formà equip amb Jens Köppen, Steffen Zühlke i Heiko Habermann.
En el seu palmarès també destaca el campionat alemany del quàdruple scull de 1988 i 1990.